# Цецилия фон Бранденбург
Цецилия фон Бранденбург (на немски: Cäcilie von Brandenburg, * ок. 1405, † 4 януари 1449) от Дом Хоенцолерн е принцеса от Бранденбург и чрез женитба херцогиня на Брауншвайг-Волфенбютел.
Тя е дъщеря на курфюрст Фридрих I фон Бранденбург (1371–1440) от Дом Хоенцолерн и Елизабета (1383–1442), дъщеря на херцог Фридрих от Бавария-Ландсхут (1339–1393). Нейните братя са маркграф Йохан „Алхимист“, курфюрст Фридрих II, курфюрст Албрехт Ахилес и маркграф Фридрих Младши.
Цецилия се сгодява на 3 март 1420 г. и се омъжва на 30 май 1423 г. в Берлин за херцог Вилхелм I (1392–1482) от Брауншвайг-Волфенбютел (1392–1482) от род Велфи. Нейният брак(и на сестра ѝ Магдалена за Фридрих II от Брауншвайг-Люнебург) е аранжиран от император Сигизмунд Люксембургски
Цецилия и Вилхелм I имат два сина:
- Фридрих III (1424–1495)
- Вилхелм II (1425–1503)

Цецилия е погребана в катедралата на Брауншвайг.